# Blasteem
Een blasteem (van het Griekse blastos “scheut”, “kiem”) is een vroeg embryonaal orgaan in de vorm van een ongedifferentieerde mesenchymcondensatie. Proliferatie, celdifferentiatie en morfogenetische celbewegingen spelen een belangrijke rol bij de ontwikkeling van het blasteem tot een volwassen orgaan. Bovendien spelen de expressie van specifieke celadhesiemoleculen en de gevoeligheid voor paracriene (uitgescheiden door naburige cellen) en autocriene (uitgescheiden door de cel zelf) groeifactoren een belangrijke rol bij de differentiatie van het orgaansysteem.

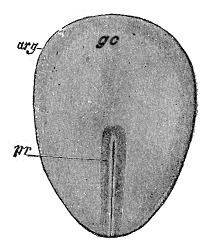
Oppervlakteaanzicht van het 15 dagen oude embryo van een konijn.
arg. Kiemschijf.
pr. Primitieve streep. gc. germinal crescent (kiemhalveboogvormige gebied)

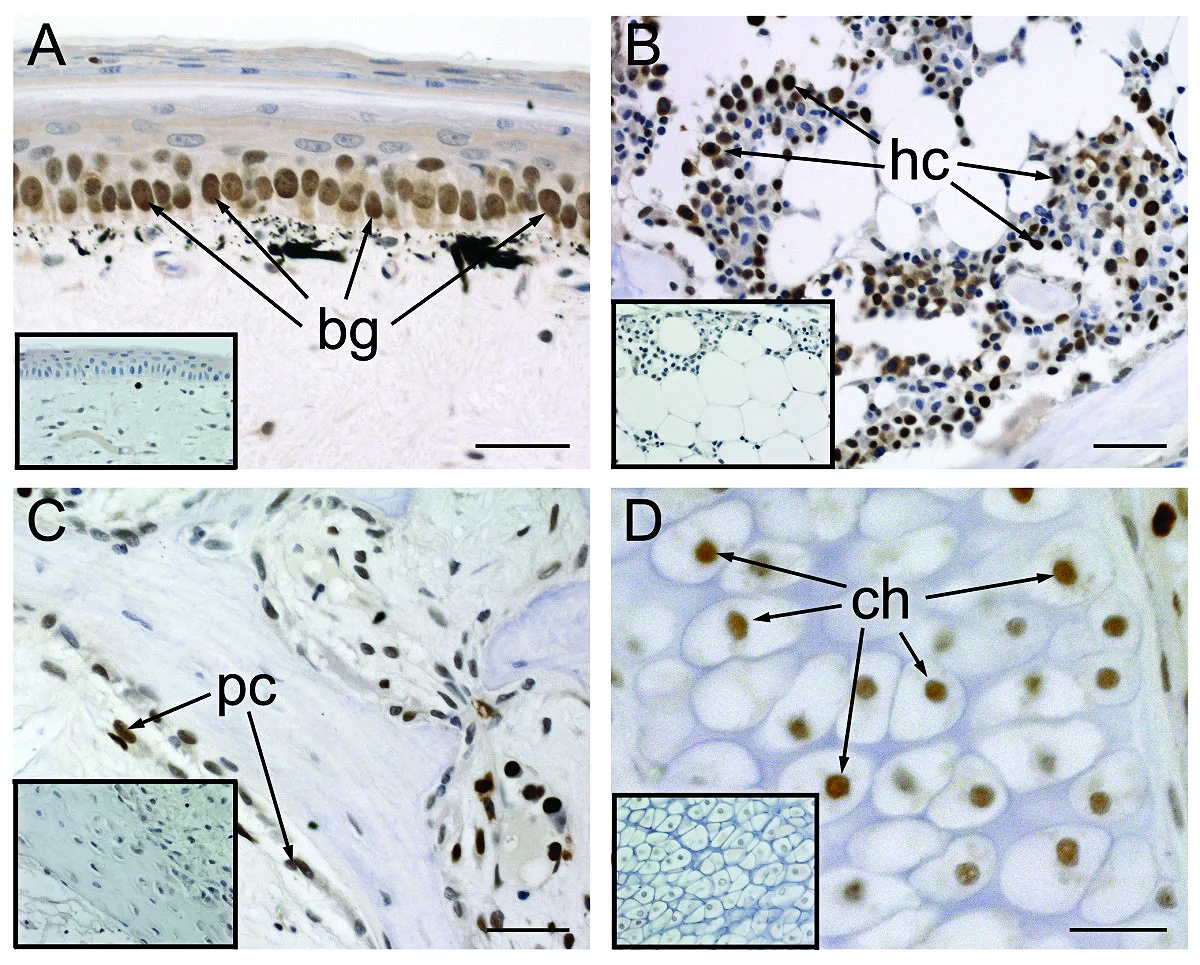
Celproliferatie in de oorspronkelijke staart van de luipaardgekko. (A) Basale kiemcellen van de epidermis, (B) hematopoëtische cellenl, (C) beenvliescellen en (D) chondrocyten. bg, basale kiemcellen; ch, chondrocyt; hc, hematopoëtische cel; pc, beenvliescel.

## Voorbeelden

### Metanefrogeen blasteem
Rond de 33e dag na de bevruchting groeit de zogenaamde urineleiderknop vanuit de gang van Wolff ter hoogte van de eerste heiligbeenwervel. Deze knop veroorzaakt een verdichting van het mesenchym, wat het metanefrogeen (metanefrisch) blasteem wordt genoemd. De urineleiderknop groeit verder het blasteem in en vertakt zich dichotoom. Hieruit ontstaan de urinewegen die later de nieren vormen.
Het foetale metanefrogeen blasteem ontwikkelt zich tijdens de zwangerschap tot een regulier nierparenchym met nierglomeruli en tubuli. In ongeveer 1% van de nieren kan bij autopsie nefrongeen restweefsel worden aangetroffen als een overblijfsel van dit metanefrogeen blasteem.
Het aanhouden van blasteemweefsel wordt beschouwd als een precancereuze aandoening (voor nefroblastoom) en wordt nefroblastomatose genoemd.

### Cardiogeen blasteem
Rond de 25e dag na de bevruchting migreren cellen vanuit het middengedeelte van de primitievestreepcellen en vormen het zogenaamde cardiogeen blasteem tussen het craniale uiteinde van de kiemschijf en de lamina praechordalis. Deze ligt in een U-vorm voor de hoofdplooi, waar het hart uit ontstaat.

### Blasteemvorming bij een verwonding

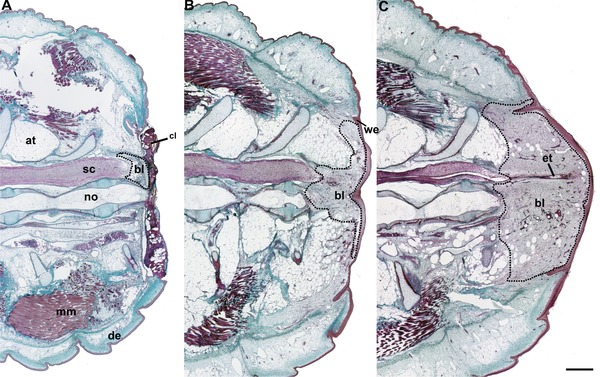
Blasteem (bl) bij de luipaardgekko

Het proces waarbij blasteemcellen ontstaan bij een verwonding staat klassiek bekend als dedifferentiatie. Dedifferentiatie verwijst naar een proces waarbij een somatische cel in staat is het vermogen tot vermenigvuldiging en differentiatie op elk cellulair niveau te herstellen door het gebruik van verschillende transcriptiefactoren, waardoor het potentieel ervan wordt vergroot. Dedifferentiatie omvat een reeks specifieke seriële processen die cellen ondergaan tijdens het proces van blasteemvorming. Dit begint met een degradatie van de extracellulaire matrix, die een cellulaire vrijlating mogelijk maakt waardoor de wondcellen opnieuw in de celcyclus kunnen komen, met een geleidelijk verlies van de fenotypische specialisatie die kenmerkend is voor het celtype. Daarna vindt er een verandering plaats in het patroon van genetische activiteit om de extracellulaire matrix van  de volwascellen te vervangen door een matrix die verband houdt met de beschadigde structuur.
Studies uitgevoerd met elektronen- en lichtmicroscopie geven aan dat blasteemcellen mogelijk ontstaan door de dedifferentiatie van myoblasten, dermale fibroblasten, bindweefsel en Schwanncellen. Deze voorlopercellen bevinden zich op enkele millimeters van het vlak van de wond waar het regeneratieproces zal plaatsvinden.
Onder Amniota is het meest opvallende voorbeeld van epimorfe regeneratie bij staartregenererende hagedissen, zoals de luipaardgekko.